# Piestometopon distinctum
Piestometopon distinctum är en tvåvingeart som först beskrevs av Permkam och Albany Hancock 1995.  Piestometopon distinctum ingår i släktet Piestometopon och familjen borrflugor. Inga underarter finns listade i Catalogue of Life.